# Флуд
Флуд (от неверно произносимого англ. flood «наводнение, потоп, затопление») — малосодержательные и нетематические сообщения в интернет-форумах и чатах, зачастую занимающие большие объёмы. Технически флуд представляет собой хакерскую атаку с большим количеством запросов, приводящую к отказу в обслуживании. В играх в некоторых ситуациях флудом считается несколько сообщений подряд от одного игрового персонажа.
Лицо-распространитель флуда на интернет-сленге — флу́дер. (То же, что разг. пустоме́ля.)
Флуд распространяется как вследствие избытка свободного времени у флудера, так и с целью троллинга — например, из желания кому-то досадить. Также может быть элементом пранка. Сетевой этикет осуждает флуд и флейм, так как они затрудняют общение, взаимопомощь и обмен информацией. В большинстве форумов, IRC-чатов и т. д. флудер наказывается баном на срок, определённый правилами. К флуду часто ошибочно причисляют флейм, офтопик, либо иные сообщения, не несущие смысловую нагрузку.

## Виды флуда
- В предельном случае он представляет собой размещение однотипной информации на нескольких ветках форума или разных форумах, одной повторяющейся фразы, символов, букв, слов, одинаковых графических файлов или просто повторяющихся коротких сообщений, не несущих смысловой нагрузки, на веб-форумах, в чатах и блогах.
- Обычный флуд сообщениями — отправка большого количества однотипных сообщений и/или однотипных/одинаковых символов/букв. Самый простой способ организовать такой вид флуда — написать некоторую фразу, а затем, используя связку Ctrl-C/Ctrl-V, отправлять её в чат. В некоторых чатах достаточно набрать фразу и отправлять её в чат многократным нажатием клавиши Enter, пока форма сообщения не очистится.
- Ник-флуд организуется путём ввода флудером в чат большого количества зомби-пользователей (ботов) или смены собственного ника насколько возможно часто (эффективно для IRC).
- Вайп — создание на форуме большого количества пустых тем.
- Смайл-флуд — отправка в чат сообщений, состоящих из одних смайликов или превышающих допустимое значение их количества. Например, правилами некоторых игр разрешена отправка трёх маленьких смайликов или одного большого смайла один раз в три минуты.
- DoS-атака.
- Презенс-флуд — флуд статусными сообщениями (сообщениями о присутствии, «сне», «работе» — переключаемыми вручную; либо входе/выходе, сопровождающими реальные подключения/отключения с целью флуда), в основном в конференциях различных jabber-серверов.
- Микрофлуд — флуд с использованием микрофона на игровом, тим-спик или ином сервере; к микрофлуду также относится трансляция сторонней музыки на игровом сервере.